# Szorcsik Kriszta
Szorcsik Kriszta (Zenta, 1976. május 12. –) magyar színésznő. 

## Életpályája
1976-ban született a vajdasági Zentán. 1999-ben végzett az Újvidéki Művészeti Akadémián. 1998-1999 között a Szabadkai Népszínház, 1999-2004 között az Újvidéki Színház tagja volt. 2004-2014 között a Bárka Színház színésznője volt. 2014-től szabadúszó.
Férje Seress Zoltán színművész.

## Filmes és televíziós szerepei
- Kisváros (1999)
- Mansfeld (2006)
- Hajnali láz (2015)
- Aranyélet (2015)
- Memo (2016)
- Korhatáros szerelem (2017)